# Selenča
Selenča (izvirno srbsko Селенча) je naselje v Srbiji, ki upravno spada pod Občino Bač; slednja pa je del Južnobačkega upravnega okraja.

## Demografija
V naselju živi 2601 polnoletni prebivalec, pri čemer je njihova povprečna starost 40,6 let (38,4 pri moških in 42,6 pri ženskah). Naselje ima 1223 gospodinjstev, pri čemer je povprečno število članov na gospodinjstvo 2,68.
To naselje je večinoma slovaško (glede na popis iz leta 2002), a v času zadnjih treh popisov je opazno zmanjšanje števila prebivalcev.
|  |

| Demografija | Demografija     | Demografija     |
| Leto        | Št. prebivalcev | Št. prebivalcev |
| ----------- | --------------- | --------------- |
|             |                 |                 |
|             |                 |                 |
|             |                 |                 |
|             |                 |                 |
| 1948        | 3800            |                 |
| 1953        | 3999            |                 |
| 1961        | 4155            |                 |
| 1971        | 4057            |                 |
| 1981        | 4008            |                 |
| 1991        | 3705            | 3592            |
| 2002        | 3569            | 3279            |
|             |                 |                 |

| Etnična sestava po popisu iz leta 2002 | Etnična sestava po popisu iz leta 2002 | Etnična sestava po popisu iz leta 2002 | Etnična sestava po popisu iz leta 2002 | Etnična sestava po popisu iz leta 2002 |
| -------------------------------------- | -------------------------------------- | -------------------------------------- | -------------------------------------- | -------------------------------------- |
| Slovaki                                | Slovaki                                |                                        | 2.990                                  | 91,18%                                 |
| Romi                                   | Romi                                   |                                        | 175                                    | 5,33%                                  |
| Srbi                                   | Srbi                                   |                                        | 45                                     | 1,37%                                  |
| Madžari                                | Madžari                                |                                        | 12                                     | 0,36%                                  |
| Jugoslovani                            | Jugoslovani                            |                                        | 8                                      | 0,24%                                  |
| Hrvati                                 | Hrvati                                 |                                        | 6                                      | 0,18%                                  |
| Albanci                                | Albanci                                |                                        | 5                                      | 0,15%                                  |
| Črnogorci                              | Črnogorci                              |                                        | 4                                      | 0,12%                                  |
| Ukrajinci                              | Ukrajinci                              |                                        | 1                                      | 0,03%                                  |
| Rusini                                 | Rusini                                 |                                        | 1                                      | 0,03%                                  |
| Muslimani                              | Muslimani                              |                                        | 1                                      | 0,03%                                  |
| Bunjevci                               | Bunjevci                               |                                        | 1                                      | 0,03%                                  |
| Neznano                                | Neznano                                |                                        | 5                                      | 0,15%                                  |